# بابک رفعتی
بابک رفعتی (به انگلیسی: Babak Rafati) متولّد ۲۸ می ۱۹۷۰ است او از داوران ایرانی_آلمانی است و در بوندس‌لیگا داوری می‌کند. او در تاریخ ۱۹ نوامبر ۲۰۱۱ اقدام به خودکشی کرد.
او پس از مدتی رئیس کمیته داوران آلمان و نوع برخورد باخودش را دلیل این خودکشی اعلام کرداو هم چنین در کتابی از دلایل خودکشی خود گفت
۵ سال پس از خودکشی او در گفتگویی اعلام کرد فشارهایی که منجر شدند او دست به این کار بزند، همچنان وجود دارند.